# Undone
Undone es una serie de televisión estadounidense de animación para adultos. Consiste en una comedia dramática creada por Raphael Bob-Waksberg y Kate Purdy que protagonizan Rosa Salazar y Bob Odenkirk. Se estrenó el 13 de septiembre de 2019 en Amazon Prime Video y es la primera serie de animación original de Amazon. En noviembre de 2019, Amazon renovó la serie para una segunda temporada.

## Argumento
Undone explora "la naturaleza elástica de la realidad a través de su personaje principal, Alma. Tras un accidente en el que casi pierde la vida, Alma descubre que tiene una nueva relación con el tiempo y usa su habilidad para averiguar la verdad sobre la muerte de su padre".

## Elenco y personajes

### Principal
- Rosa Salazar como Alma Winograd-Diaz: desarrolla la habilidad de manipular y moverse por el tiempo tras un accidente de tráfico.
- Angelique Cabral como Becca Winograd-Diaz: la hermana pequeña de Alma, a punto de casarse.
- Constance Marie como Camila Diaz: madre de Alma.
- Siddharth Dhananjay como Sam: novio de Alma.
- Daveed Diggs como Tunde: jefe de Alma en la guardería.
- Bob Odenkirk como Jacob Winograd; padre fallecido de Alma que la anima a investigar su asesinato.

### Recurrente
- Kevin Bigley como Reed Hollingsworth: el prometido de Becca.
- John Corbett como Layton Hollingsworth: el padre de Reed.
- Jeanne Tripplehorn como Beth Hollingsworth: la madre de Reed.
- Sheila Vand como Farnaz: la ayudante y alumna de Jacob que también murió en el accidente.
- Tyler Posey como Padre Miguel: el nuevo párroco de la iglesia de Camilla.
- Brad Hall como Charlie: un hombre misterioso cuya compañía patrocinaba la investigación de Jacob y de quien Jacob sospecha que es su asesino.
- Nicholas Gonzalez como Tomas: un camarero.

## Episodios
| Temporada | Temporada | Episodios | Episodios | Emisión original         | Emisión original         |
| --------- | --------- | --------- | --------- | ------------------------ | ------------------------ |
|           | 1         | 8         | 8         | 13 de septiembre de 2019 | 13 de septiembre de 2019 |
|           | 2         | 8         | 8         | 29 de abril de 2022      | 29 de abril de 2022      |

### Temporada 1 (2019)
| N.º en serie | N.º en temp. | Título                                                        | Dirigido por  | Escrito por                       | Fecha de lanzamiento original |
| ------------ | ------------ | ------------------------------------------------------------- | ------------- | --------------------------------- | ----------------------------- |
| 1            | 1            | «The Crash» «El Choque»                                       | Hisko Hulsing | Kate Purdy y Raphael Bob-Waksberg | 13 de septiembre de 2019      |
| 2            | 2            | «The Hospital» «El hospital»                                  | Hisko Hulsing | Kate Purdy y Raphael Bob-Waksberg | 13 de septiembre de 2019      |
| 3            | 3            | «Handheld Blackjack» «El blackjack portátil»                  | Hisko Hulsing | Kate Purdy y Raphael Bob-Waksberg | 13 de septiembre de 2019      |
| 4            | 4            | «Moving the Keys» «Mueve las llaves»                          | Hisko Hulsing | Kate Purdy y Raphael Bob-Waksberg | 13 de septiembre de 2019      |
| 5            | 5            | «Alone in This (You Have Me)» «Sola en esto (me tienes a mí)» | Hisko Hulsing | Kate Purdy                        | 13 de septiembre de 2019      |
| 6            | 6            | «Prayers and Visions» «Rezos y visiones»                      | Hisko Hulsing | Lauren Otero                      | 13 de septiembre de 2019      |
| 7            | 7            | «The Wedding» «La boda»                                       | Hisko Hulsing | Joanna Calo                       | 13 de septiembre de 2019      |
| 8            | 8            | «That Halloween Night» «Aquella noche de Halloween»           | Hisko Hulsing | Elijah Aron                       | 13 de septiembre de 2019      |

### Temporada 2 (2022)
| N.º en serie | N.º en temp. | Título                                        | Dirigido por  | Escrito por                   | Fecha de lanzamiento original |
| ------------ | ------------ | --------------------------------------------- | ------------- | ----------------------------- | ----------------------------- |
| 9            | 1            | «The Cave» «La cueva»                         | Hisko Hulsing | Kate Purdy                    | 29 de abril de 2022           |
| 10           | 2            | «The Painting» «El cuadro»                    | Hisko Hulsing | Elijah Aron                   | 29 de abril de 2022           |
| 11           | 3            | «Mexico» «México»                             | Hisko Hulsing | Gonzalo Cordova               | 29 de abril de 2022           |
| 12           | 4            | «Reflections» «Reflejos»                      | Hisko Hulsing | April Shih                    | 29 de abril de 2022           |
| 13           | 5            | «Lungs» «Pulmones»                            | Hisko Hulsing | Carmiel Banasky               | 29 de abril de 2022           |
| 14           | 6            | «Help Me» «Ayúdame»                           | Hisko Hulsing | Mehar Sethi                   | 29 de abril de 2022           |
| 15           | 7            | «Rectify» «Rectificar»                        | Hisko Hulsing | Elijah Aron y Patrick Metcalf | 29 de abril de 2022           |
| 16           | 8            | «We All Love Each Other» «Todos nos queremos» | Hisko Hulsing | Kate Purdy                    | 29 de abril de 2022           |

## Producción

### Desarrollo
El 6 de marzo de 2018, Amazon anunció que había encargado la producción de la primera temporada completa. Los creadores de la serie fueron Raphael Bob-Waksberg y Kate Purdy, que también fueron productores ejecutivos junto a Noel Bright, Steven A. Cohen y Tommy Pallotta. Hisko Hulsing dirigió el diseño de producción a través de un equipo de animadores que trabajaron en Países Bajos. Las productoras involucradas fueron The Tornante Company y las compañías de animación Submarine y Minnow Mountain. El primer tráiler se lanzó en junio de 2019. El 21 de noviembre de 2019, la serie se renovó para una segunda temporada y Purdy firmó un acuerdo de exclusividad con Amazon.

### Casting
Además del anuncio de la serie, se informó de que Rosa Salazar haría el papel de Alma, la protagonista.

## Recepción
Undone ha recibido elogios unánimes de la crítica. Según la web Rotten Tomatoes el 100% de las 42 críticas son positivas, con una puntuación media de 8.21/10. Según el consenso de la crítica en dicha web: "Undone, una crisis existencial caleidoscópica, juega con las reglas del espacio, el tiempo y la rotoscopia para tejer un tapiz de gran belleza surrealista que resulta tan fantástico como creíble." Metacritic calculó una puntuación media de 88 sobre 100, basada en 15 críticas, donde se cita "éxito generalizado".